# Euproctis
Euproctis är ett släkte av fjärilar som beskrevs av Jacob Hübner 1819. Euproctis ingår i familjen tofsspinnare.

## Bildgalleri

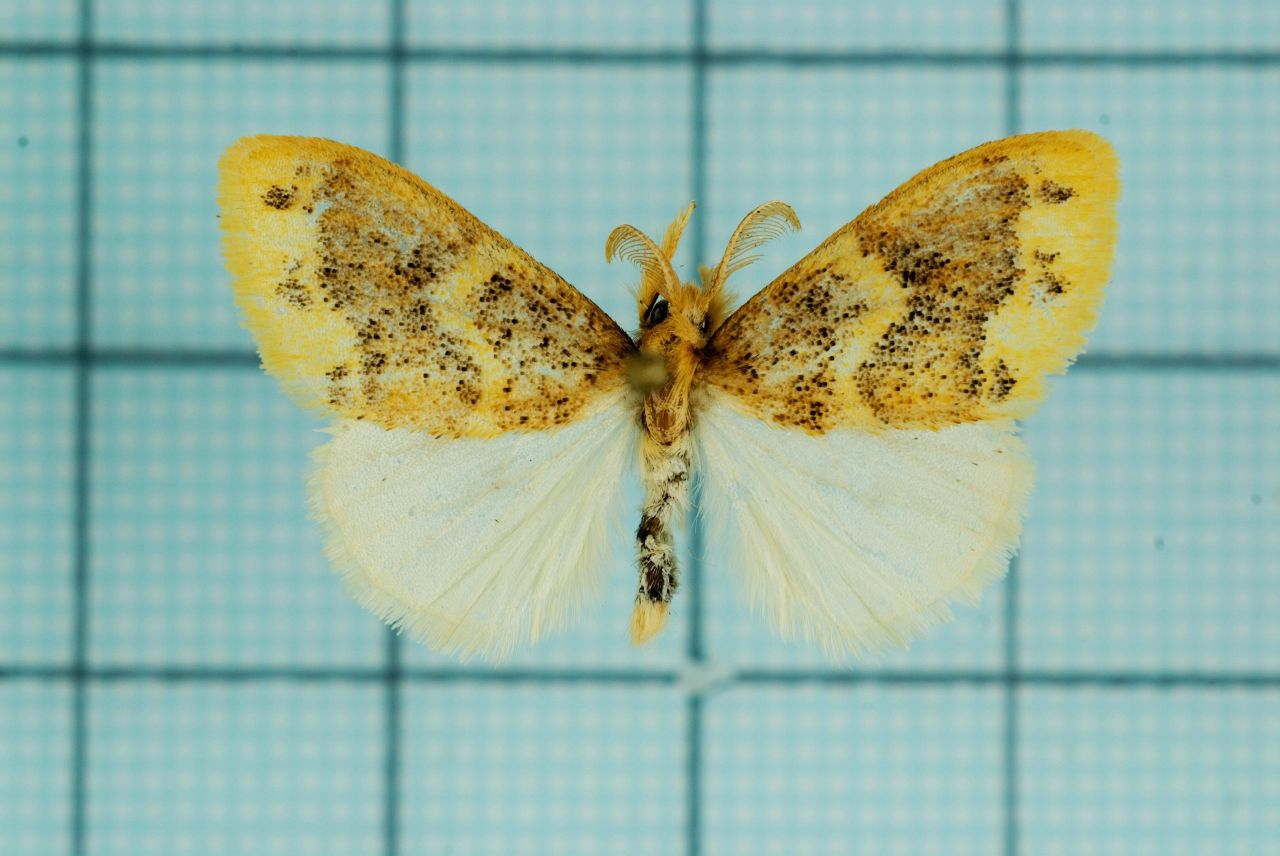
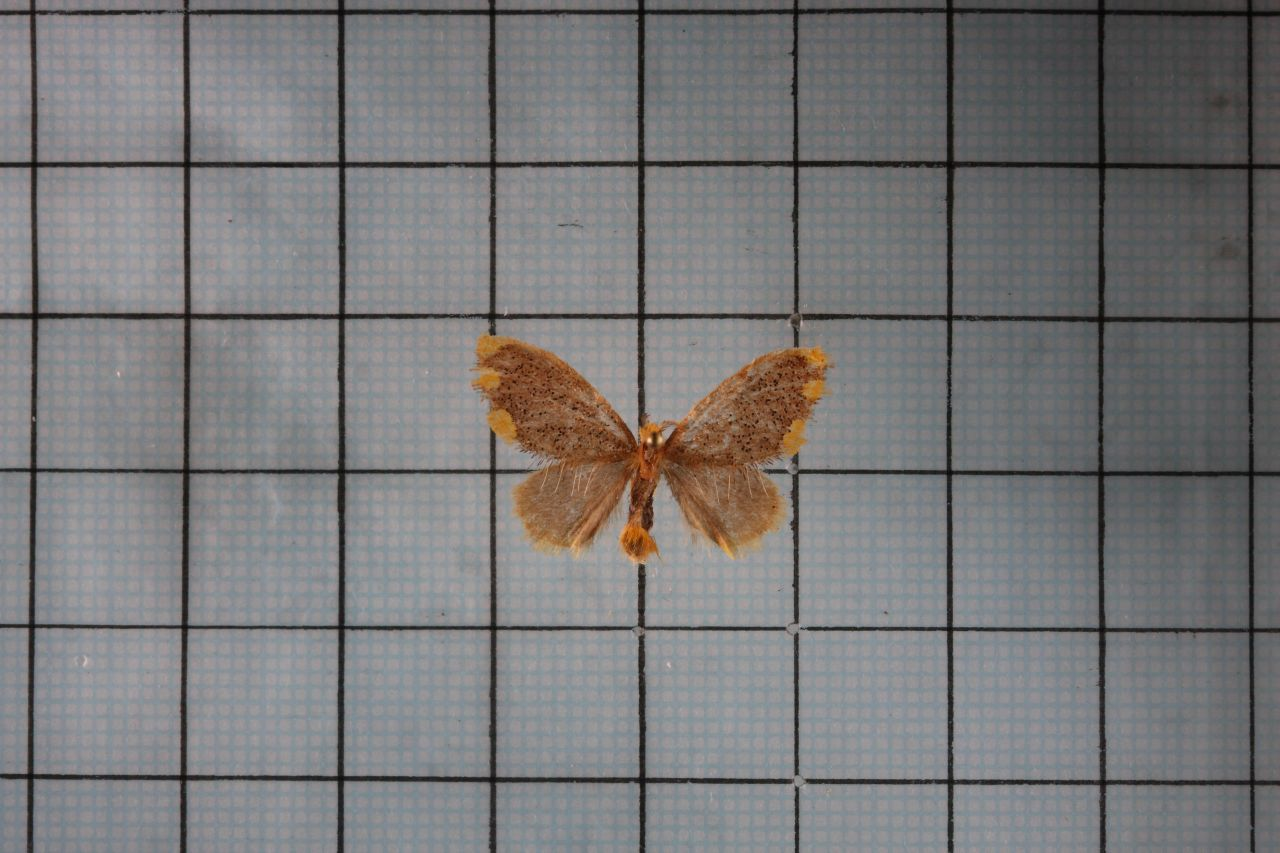
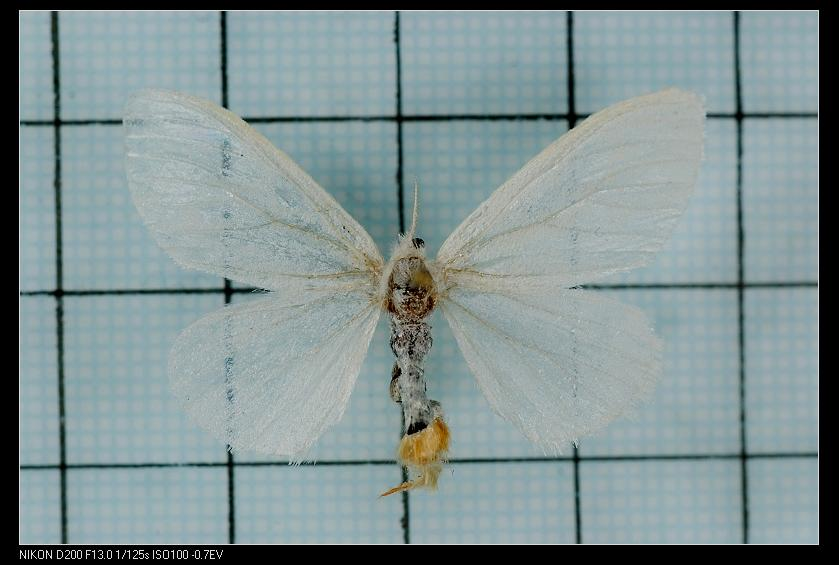
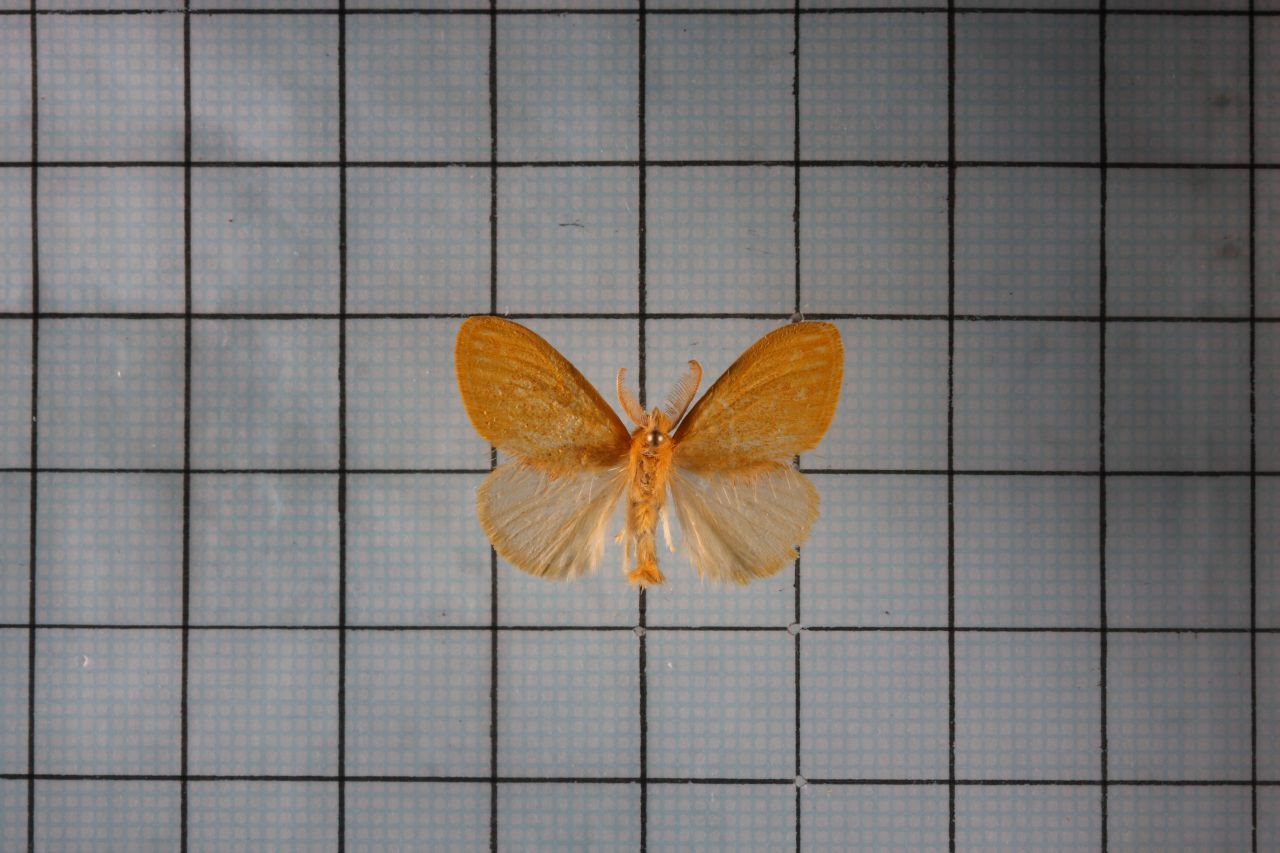
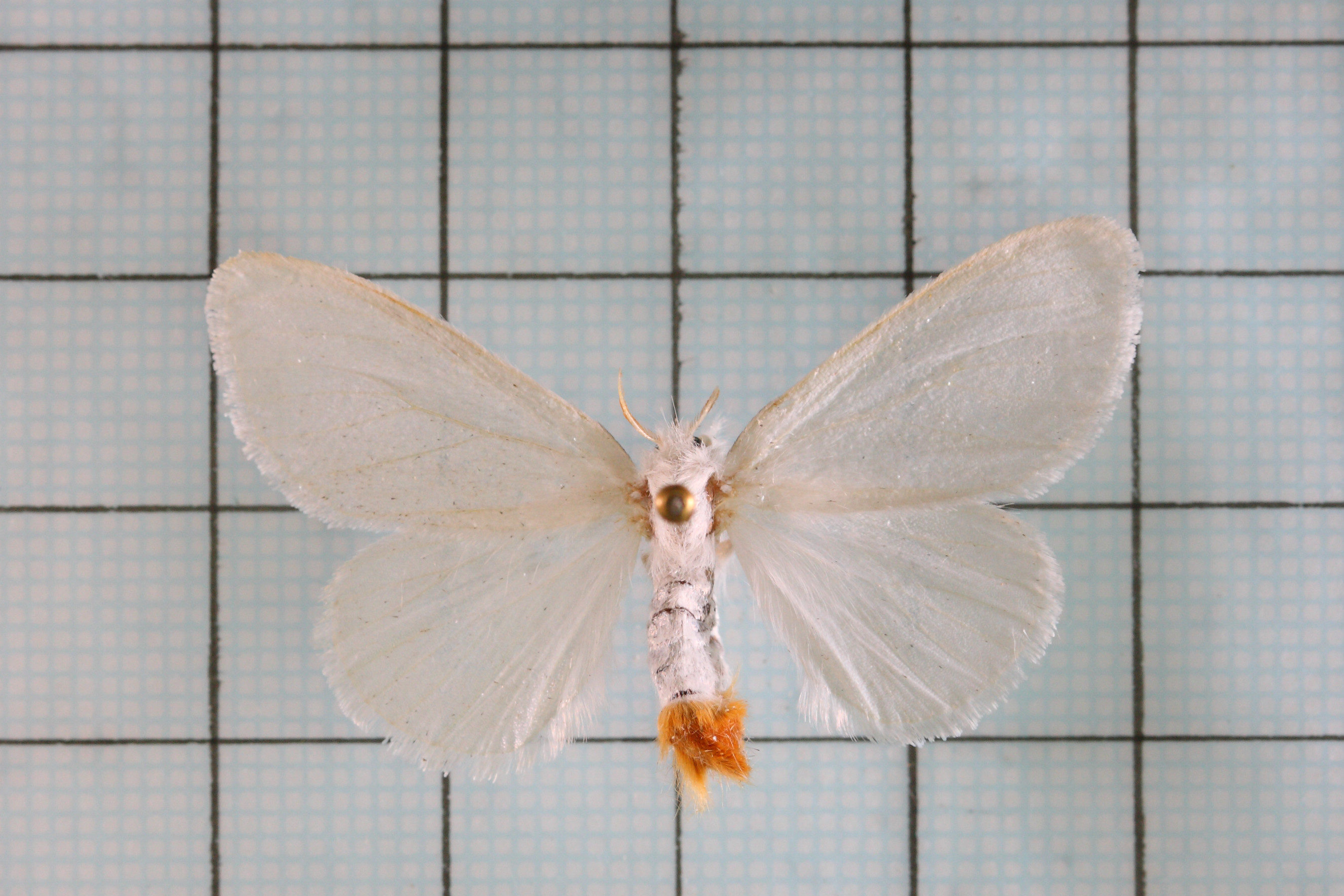
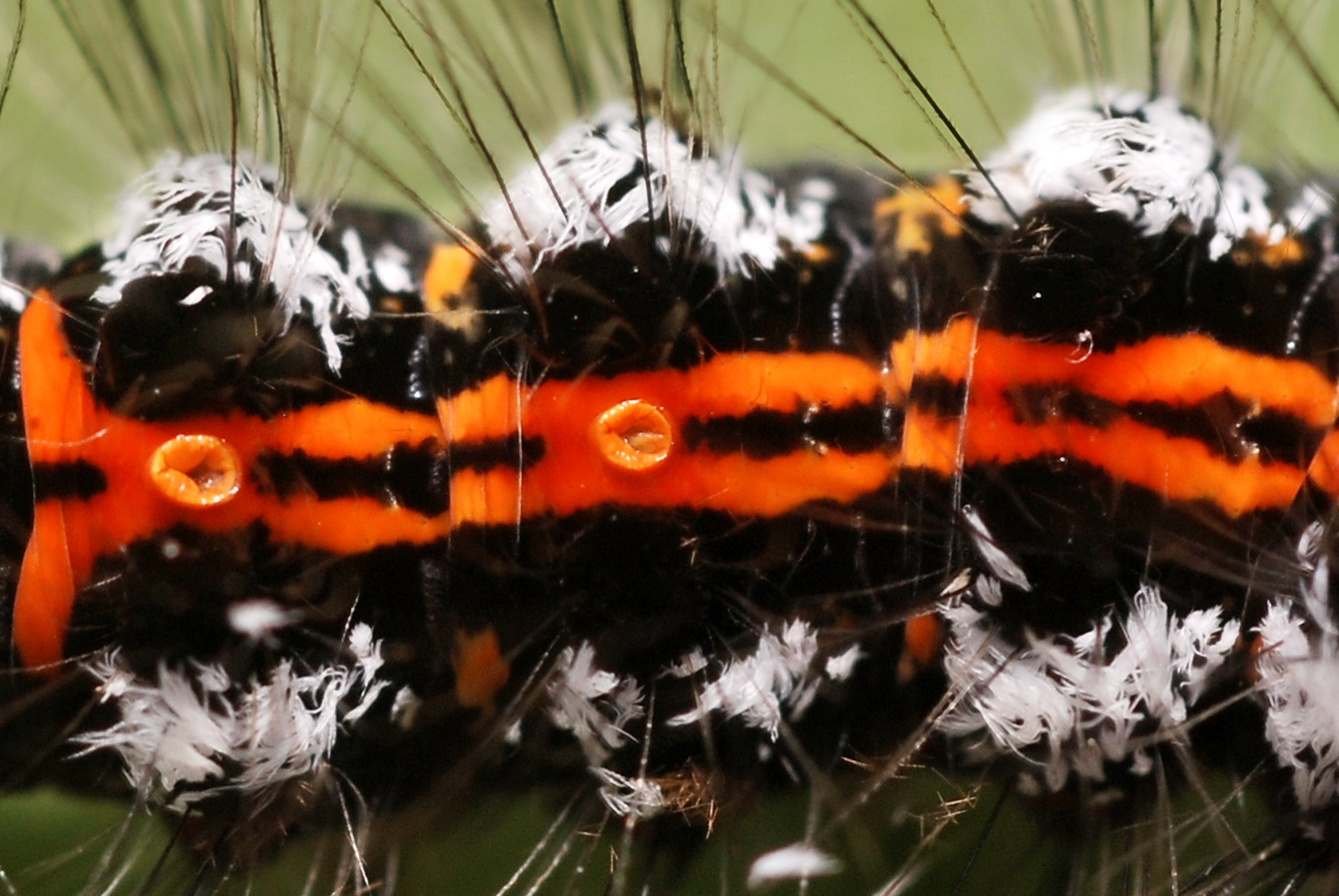

## Dottertaxa tillEuproctis, i alfabetisk ordning[1][2]
- Euproctis abdominalis
- Euproctis abina
- Euproctis abjecta
- Euproctis abythosticta
- Euproctis acatharta
- Euproctis acmaea
- Euproctis acodes
- Euproctis acompsa
- Euproctis acosmeta
- Euproctis acrita
- Euproctis actor
- Euproctis aeana
- Euproctis aeola
- Euproctis aeruginosa
- Euproctis aethalodes
- Euproctis aethiopica
- Euproctis aethodigmata
- Euproctis affinis
- Euproctis aganopa
- Euproctis alba
- Euproctis alberici
- Euproctis albescens
- Euproctis albinula
- Euproctis albociliata
- Euproctis albodentata
- Euproctis albolyclene
- Euproctis albonotata
- Euproctis albopunctata
- Euproctis albovenosa
- Euproctis alikangiae
- Euproctis allocota
- Euproctis amegethes
- Euproctis amydra
- Euproctis anepsia
- Euproctis angolae
- Euproctis angulata
- Euproctis anguligera
- Euproctis angusta
- Euproctis anisozyga
- Euproctis annulipes
- Euproctis anomoeoptena
- Euproctis antica
- Euproctis antiphates
- Euproctis apatela
- Euproctis apatetica
- Euproctis apicipuncta
- Euproctis aplegia
- Euproctis apoblepta
- Euproctis araucaria
- Euproctis arclada
- Euproctis arenacea
- Euproctis areolata
- Euproctis aresca
- Euproctis arfaki
- Euproctis argentata
- Euproctis argentimarginata
- Euproctis argyrochila
- Euproctis armandvillei
- Euproctis aroa
- Euproctis arrogans
- Euproctis aruana
- Euproctis asaphobalia
- Euproctis asteroides
- Euproctis audeoudi
- Euproctis auranticolor
- Euproctis aurata
- Euproctis aureoplaga
- Euproctis auriflua
- Euproctis aurora
- Euproctis azela
- Euproctis baibarana
- Euproctis bakeri
- Euproctis bali
- Euproctis baliolalis
- Euproctis basalis
- Euproctis beato
- Euproctis benguetana
- Euproctis bernardi
- Euproctis biagi
- Euproctis bicolor
- Euproctis bidentata
- Euproctis bifasciata
- Euproctis bigutta
- Euproctis biguttulata
- Euproctis bimaculata
- Euproctis bipartita
- Euproctis biplagiata
- Euproctis bipunctigera
- Euproctis bisecta
- Euproctis boldingii
- Euproctis bolinoides
- Euproctis boulifa
- Euproctis brachycera
- Euproctis brachychlaena
- Euproctis brevivitta
- Euproctis brunneipicta
- Euproctis butleri
- Euproctis butola
- Euproctis callichlaena
- Euproctis callipotama
- Euproctis calva
- Euproctis calvella
- Euproctis camellia
- Euproctis canescens
- Euproctis cara
- Euproctis carcassoni
- Euproctis catapasta
- Euproctis cateja
- Euproctis celebensis
- Euproctis celebesa
- Euproctis celebesicola
- Euproctis celsa
- Euproctis centrofascia
- Euproctis centro-pallida
- Euproctis ceramozona
- Euproctis cerasina
- Euproctis cerbvina
- Euproctis cerealces
- Euproctis charmetanti
- Euproctis chibiana
- Euproctis chionea
- Euproctis chionobalia
- Euproctis chionobola
- Euproctis chllora
- Euproctis chlorogaster
- Euproctis chlorospila
- Euproctis chlorozona
- Euproctis chrysoparypha
- Euproctis chrysophaea
- Euproctis chrysophila
- Euproctis chrysorrhoea
- Euproctis chrysosoma
- Euproctis cinerea
- Euproctis citrina
- Euproctis citrinula
- Euproctis citrona
- Euproctis climax
- Euproctis commutanda
- Euproctis compacta
- Euproctis confluens
- Euproctis conionipha
- Euproctis coniorta
- Euproctis coniortodes
- Euproctis coniptera
- Euproctis conisalea
- Euproctis conistica
- Euproctis conizona
- Euproctis conradtaria
- Euproctis consocia
- Euproctis conspersa
- Euproctis conspersana
- Euproctis contemptor
- Euproctis convergens
- Euproctis copha
- Euproctis coreana
- Euproctis cratera
- Euproctis crocata
- Euproctis crocea
- Euproctis croceisticta
- Euproctis croceola
- Euproctis crocosticta
- Euproctis cryphia
- Euproctis cryptosticta
- Euproctis ctiscitrona
- Euproctis curvata
- Euproctis dana
- Euproctis deficita
- Euproctis dentata
- Euproctis deornata
- Euproctis dersa
- Euproctis dewitzi
- Euproctis dichroa
- Euproctis dichthas
- Euproctis diffusefasciata
- Euproctis dinawa
- Euproctis dinellii
- Euproctis diploxutha
- Euproctis discinata
- Euproctis discipuncta
- Euproctis discophora
- Euproctis diselena
- Euproctis disjuncta
- Euproctis dispersa
- Euproctis disphena
- Euproctis dissimilis
- Euproctis disticta
- Euproctis distincta
- Euproctis divisa
- Euproctis docima
- Euproctis drepanoides
- Euproctis drucei
- Euproctis durandi
- Euproctis eclipes
- Euproctis edwardsii
- Euproctis egregia
- Euproctis ekeikei
- Euproctis electrophaes
- Euproctis embammachroa
- Euproctis emilei
- Euproctis emprepes
- Euproctis endoplagia
- Euproctis enochra
- Euproctis epaxia
- Euproctis epicharita
- Euproctis epichrysa
- Euproctis epidela
- Euproctis epiperca
- Euproctis episema
- Euproctis erecta
- Euproctis erycides
- Euproctis erythropoecila
- Euproctis erythrosticta
- Euproctis eupeperata
- Euproctis euphlebodes
- Euproctis euproctiformis
- Euproctis eurybia
- Euproctis euryochra
- Euproctis euthypheres
- Euproctis euthysticha
- Euproctis exigua
- Euproctis faceta
- Euproctis falkensteinii
- Euproctis fasciata
- Euproctis faventia
- Euproctis fimbriata
- Euproctis flava
- Euproctis flavata
- Euproctis flavicaput
- Euproctis flavicincta
- Euproctis flavicosta
- Euproctis flavinata
- Euproctis flavipennis
- Euproctis flavipunctata
- Euproctis flavomarginata
- Euproctis flavosulphurea
- Euproctis fleuriotii
- Euproctis flexuosa
- Euproctis flexuosana
- Euproctis florensis
- Euproctis formosicola
- Euproctis fraterna
- Euproctis frigidior
- Euproctis fulva
- Euproctis fulvinigra
- Euproctis fulvipennis
- Euproctis fulvipuncta
- Euproctis fulvobrunnea
- Euproctis fumitincta
- Euproctis fusca
- Euproctis fuscabdominata
- Euproctis fuscinervis
- Euproctis fuscoradiata
- Euproctis fusipennis
- Euproctis galactopis
- Euproctis gaudens
- Euproctis geminata
- Euproctis geometroides
- Euproctis gilvivirgata
- Euproctis gita
- Euproctis glaphyra
- Euproctis globifera
- Euproctis gracilior
- Euproctis grisea
- Euproctis griseata
- Euproctis habbema
- Euproctis habrostola
- Euproctis haemodetes
- Euproctis hagna
- Euproctis hampsoni
- Euproctis hardenbergia
- Euproctis hargreavesi
- Euproctis hemicneca
- Euproctis hemicyclia
- Euproctis hemigenes
- Euproctis hertha
- Euproctis hoenei
- Euproctis holdingii
- Euproctis holoxutha
- Euproctis homonyma
- Euproctis hopponis
- Euproctis howra
- Euproctis hunanensis
- Euproctis huntei
- Euproctis hyalogenys
- Euproctis hylaea
- Euproctis hymnolis
- Euproctis hypocloa
- Euproctis hypoenops
- Euproctis hypopyra
- Euproctis ibanda
- Euproctis idonea
- Euproctis illanta
- Euproctis immaculata
- Euproctis incisa
- Euproctis incomta
- Euproctis inconcisa
- Euproctis inconspicua
- Euproctis indecora
- Euproctis inepta
- Euproctis infernalis
- Euproctis innupta
- Euproctis inornata
- Euproctis insignis
- Euproctis insulata
- Euproctis intensa
- Euproctis iobrota
- Euproctis ionthada
- Euproctis iridescens
- Euproctis iseres
- Euproctis isis
- Euproctis javaniana
- Euproctis josiata
- Euproctis juliettae
- Euproctis kala
- Euproctis kalisi
- Euproctis kamburonga
- Euproctis kamerunica
- Euproctis kan
- Euproctis kanshireia
- Euproctis karapina
- Euproctis kargalika
- Euproctis kebeae
- Euproctis kettlewelli
- Euproctis khasi
- Euproctis korinchi
- Euproctis koshunensis
- Euproctis kunupi
- Euproctis kuronis
- Euproctis kurosawai
- Euproctis labecula
- Euproctis labeculoides
- Euproctis lactea
- Euproctis laniata
- Euproctis latifascia
- Euproctis lativitta
- Euproctis leithiana
- Euproctis leonina
- Euproctis leontocephala
- Euproctis lepidographa
- Euproctis leucorhabda
- Euproctis leucozona
- Euproctis limonea
- Euproctis lincea
- Euproctis lindoe
- Euproctis lipara
- Euproctis lithorrina
- Euproctis livia
- Euproctis loda
- Euproctis longipalpa
- Euproctis lucifuga
- Euproctis lunata
- Euproctis lusambo
- Euproctis lutea
- Euproctis lutearia
- Euproctis luteifascia
- Euproctis luteomarginata
- Euproctis luteosa
- Euproctis lutescens
- Euproctis lyclene
- Euproctis lyonia
- Euproctis mackwoodi
- Euproctis macnultyi
- Euproctis macrocera
- Euproctis macrostigma
- Euproctis madana
- Euproctis magna
- Euproctis magniplaga
- Euproctis mahafalensis
- Euproctis malaisei
- Euproctis mallalia
- Euproctis mambara
- Euproctis marginalis
- Euproctis marginata
- Euproctis marojejya
- Euproctis maros
- Euproctis mayottensis
- Euproctis mediosquamosa
- Euproctis meeki
- Euproctis melalepia
- Euproctis melaleuca
- Euproctis melanarga
- Euproctis melanchroma
- Euproctis melania
- Euproctis melanoma
- Euproctis melanopholis
- Euproctis melanorrhanta
- Euproctis melanosoma
- Euproctis melanovis
- Euproctis melanoxutha
- Euproctis melanura
- Euproctis mesomelaena
- Euproctis mesostiba
- Euproctis metatropa
- Euproctis mima
- Euproctis mimosa
- Euproctis miniata
- Euproctis minima
- Euproctis minomonis
- Euproctis mirabilis
- Euproctis mirma
- Euproctis mixta
- Euproctis molunduana
- Euproctis monoides
- Euproctis monophyes
- Euproctis montis
- Euproctis moramanga
- Euproctis mulleri
- Euproctis multidentata
- Euproctis mycoides
- Euproctis natalensis
- Euproctis ndalla
- Euproctis neavei
- Euproctis nebulosa
- Euproctis negrita
- Euproctis neola
- Euproctis neolella
- Euproctis nessa
- Euproctis niasica
- Euproctis nigra
- Euproctis nigrabdominalis
- Euproctis nigribasalis
- Euproctis nigricauda
- Euproctis nigricosta
- Euproctis nigrifinis
- Euproctis nigrifulva
- Euproctis nigripennis
- Euproctis nigripuncta
- Euproctis nigroapicalis
- Euproctis nigrofasciata
- Euproctis nigrolunulata
- Euproctis nigropuncta
- Euproctis nigrosquamosa
- Euproctis nigrovenata
- Euproctis nimba
- Euproctis niphobola
- Euproctis niphonis
- Euproctis niveinotum
- Euproctis nobilis
- Euproctis novaguinensis
- Euproctis obsoleta
- Euproctis ochacantha
- Euproctis ochrea
- Euproctis ochreata
- Euproctis ochriaria
- Euproctis ochrias
- Euproctis ochrilineata
- Euproctis ochrocerca
- Euproctis ochrocraspeda
- Euproctis ochroneura
- Euproctis ochropleura
- Euproctis okinawana
- Euproctis onii
- Euproctis oreolinta
- Euproctis oreosaura
- Euproctis ornata
- Euproctis orphnaea
- Euproctis ostentum
- Euproctis osuna
- Euproctis ouria
- Euproctis owgarra
- Euproctis oxyptera
- Euproctis palla
- Euproctis pallens
- Euproctis pallida
- Euproctis pallifrons
- Euproctis pallilimba
- Euproctis pallipes
- Euproctis panda
- Euproctis panselena
- Euproctis paraleuca
- Euproctis parallela
- Euproctis parallelaria
- Euproctis paraneura
- Euproctis parthena
- Euproctis parva
- Euproctis parviplagiosa
- Euproctis pasteopa
- Euproctis patavia
- Euproctis pauperata
- Euproctis pecla
- Euproctis pectinata
- Euproctis pedolepida
- Euproctis pelona
- Euproctis percnogaster
- Euproctis perpusilla
- Euproctis perpusillana
- Euproctis petasma
- Euproctis petavia
- Euproctis phaeorrhoea
- Euproctis phaeorrhoeus
- Euproctis phaulia
- Euproctis pinoptera
- Euproctis piperita
- Euproctis plagiata
- Euproctis plana
- Euproctis poliocerca
- Euproctis pollux
- Euproctis polytoca
- Euproctis postalbata
- Euproctis postbicolor
- Euproctis postfusca
- Euproctis postica
- Euproctis postincisa
- Euproctis potamia
- Euproctis praecurrens
- Euproctis pratti
- Euproctis prima
- Euproctis protea
- Euproctis proxantha
- Euproctis psammoides
- Euproctis pseudoarna
- Euproctis pseudoconspersa
- Euproctis psolarga
- Euproctis pterofera
- Euproctis pulchra
- Euproctis pulchripes
- Euproctis pulverea
- Euproctis pumila
- Euproctis punctifera
- Euproctis pura
- Euproctis purpureofasciata
- Euproctis pusilla
- Euproctis putris
- Euproctis pygmaea
- Euproctis pygmaeola
- Euproctis pyraustis
- Euproctis pyroxantha
- Euproctis quadrangularis
- Euproctis quadrifascia
- Euproctis raddei
- Euproctis radiata
- Euproctis rana
- Euproctis rebeli
- Euproctis recraba
- Euproctis rectifascia
- Euproctis recurvata
- Euproctis repanda
- Euproctis reutlingeri
- Euproctis revera
- Euproctis rhabdoides
- Euproctis rhoda
- Euproctis riukiuana
- Euproctis rorida
- Euproctis rosea
- Euproctis rotunda
- Euproctis ruanda
- Euproctis rubida
- Euproctis rubricosta
- Euproctis rubroguttata
- Euproctis rubroradiata
- Euproctis rufiterga
- Euproctis rufopunctata
- Euproctis sagroides
- Euproctis sakaguchii
- Euproctis samarensis
- Euproctis sanguigutta
- Euproctis sankuru
- Euproctis sarawacensis
- Euproctis satyrus
- Euproctis schaliphora
- Euproctis schintlmagistri
- Euproctis scotochyta
- Euproctis seitzi
- Euproctis semaea
- Euproctis seminigra
- Euproctis semiochrea
- Euproctis semirufa
- Euproctis semisignata
- Euproctis semivitta
- Euproctis semperiana
- Euproctis sericaria
- Euproctis sericea
- Euproctis servilis
- Euproctis sexspinae
- Euproctis shirakii
- Euproctis shironis
- Euproctis sibulana
- Euproctis signata
- Euproctis signatula
- Euproctis silacea
- Euproctis similis
- Euproctis simplex
- Euproctis simulans
- Euproctis singapura
- Euproctis sinica
- Euproctis siribana
- Euproctis sjostedti
- Euproctis sobrina
- Euproctis spargata
- Euproctis sparsa
- Euproctis sphalera
- Euproctis sphenognoma
- Euproctis spohistes
- Euproctis squamiplaga
- Euproctis squamosa
- Euproctis staudingeri
- Euproctis stellata
- Euproctis stenobia
- Euproctis stenomorpha
- Euproctis stenopa
- Euproctis stenoptera
- Euproctis stenoptila
- Euproctis stenosacca
- Euproctis stigmatifera
- Euproctis stirasta
- Euproctis stramenta
- Euproctis straminea
- Euproctis straminicolor
- Euproctis striata
- Euproctis strigata
- Euproctis suarezia
- Euproctis subalba
- Euproctis subfasciata
- Euproctis subflava
- Euproctis subfusca
- Euproctis subfuscula
- Euproctis sublunata
- Euproctis sublutea
- Euproctis subnobilis
- Euproctis subrosea
- Euproctis suffusa
- Euproctis suisharyonis
- Euproctis sulphurescens
- Euproctis susanna
- Euproctis suspensa
- Euproctis swinhoei
- Euproctis syngenes
- Euproctis syntropha
- Euproctis tabida
- Euproctis tacita
- Euproctis tagalica
- Euproctis taiwana
- Euproctis takamukui
- Euproctis talesea
- Euproctis temburong
- Euproctis titania
- Euproctis todara
- Euproctis togata
- Euproctis toxopeusi
- Euproctis trifasciata
- Euproctis turfict
- Euproctis turneri
- Euproctis umbrifera
- Euproctis undifera
- Euproctis urbis
- Euproctis vacillans
- Euproctis variegata
- Euproctis vastatrix
- Euproctis velutina
- Euproctis viola
- Euproctis xanthorroea
- Euproctis xylina